# Улица Юмашева (Екатеринбург)
Улица Юма́шева — улица в жилом районе «ВИЗ» Верх-Исетского административного района Екатеринбурга.

## Происхождение и история названий
Своё современное название улица получила в честь Андрея Борисовича Юмашева (1902—1988) — Героя Советского Союза, лётчика-испытателя, участника перелёта Москва — Америка в 1937 году.

## Расположение и благоустройство
Улица проходит с юга на север приблизительно параллельно реке Исеть. Начинается от пересечения с Хомякова у парка 22-го Партсъезда и заканчивается у здания Свердловского педагогического колледжа на мысу реки Исеть неподалёку от места её впадения в Городской пруд. Пересечений с другими улицами нет. Справа на улицу выходит улица Папанина. Слева примыканий к улице нет.
Протяжённость улицы составляет около 450 метров. Ширина проезжей части — около 7 м (по одной полосе в каждую сторону движения). На пересечении с улицей Хомякова имеется светофор, нерегулируемых пешеходных переходов не имеется. С обеих сторон улица оборудована тротуарами и уличным освещением. Нумерация домов начинается от улицы Хомякова.

## История
Улица появилась в 1930-е годы, рядом с посёлком «Красная Кровля» и её восточная сторона была застроена 1-этажными деревянными жилыми домами. В 1967 построено новое здание Педучилища. В 1978 сдан 12-этажный кирпичный дом № 16, а в 1988 — 10-этажный кирпичный дом № 10. На месте гаражей на берегу реки Исеть в 2007-14 выстроен жилой комплекс «Адмиральский» и «Адмиральский-2» (пять 25-этажных зданий), в 2013 сдан 25-этажный ЖК «Адмирал» (д. № 15). Между ЖК «Адмиральский» и ЖК «Адмирал» планировался мост через реку Исеть, который свяжет центральный район города с мкр. Заречный.

## Транспорт
Автомобильное движение на всей протяжённости улицы двустороннее.

### Наземный общественный транспорт
Движение наземного общественного транспорта по улице не осуществляется. Ближайшая остановка общественного транспорта — «Шейнкмана».

### Ближайшие станции метро
Действующих станций метро поблизости нет. В перспективе в 750 метрах к югу от начала улицы планируется открыть станцию 2-й линии Екатеринбургского метрополитена  «Площадь Коммунаров». Однако из-за отсутствия финансирования, строительство отложено на неопределенный срок.